# Torrentbò
Torrentbò – miejscowość w Hiszpanii, w Katalonii, w prowincji Barcelona, w comarce Maresme, w gminie Arenys de Munt.
Według danych INE w 2020 roku liczyła 45 mieszkańców – 22 mężczyzn i 23 kobiety. 